# Jiří Hochmann
Jiří Hochmann (* 10. Januar 1986 in Brno) ist ein ehemaliger tschechischer Bahn- und Straßenradrennfahrer.
2003 gewann Jiří Hochmann bei der Bahnrad-Europameisterschaft der Junioren 2003 in Moskau jeweils die Bronzemedaille im Teamsprint und im Punktefahren. 2007 gewann er eine Etappe bei der Hana Tour; im Jahr darauf war er dort wieder erfolgreich und wurde Dritter der Gesamtwertung. Auf der Bahn gewann er bei der U23-Europameisterschaft in Pruszków jeweils die Bronzemedaille im Scratch und im Punktefahren.
In der Saison 2009 gewann Hochmann bei der Bahnrad-Weltmeisterschaften zusammen mit Martin Bláha die Bronzemedaille im Zweier-Mannschaftsfahren. Mit diesem gemeinsam wurde er 2010 Europameister im Zweier-Mannschaftsfahren. 2011 errangen sie Silber bei den Bahn-Weltmeisterschaften und wiederholten im Jahr darauf ihren Erfolg bei den Europameisterschaften. 2012 gewann er den traditionsreichen Bahnradsportwettbewerb 500+1 Kolo in Brno.
Auf der Straße entschied Jiří Hochmann 2011 eine Etappe von Szlakiem Grodów Piastowskich für sich, 2012 gewann er die Gesamtwertung von Okolo Jižních Čech. 2013 war er bei zwei Etappen bei chinesischen Straßenrennen erfolgreich. Zur Saisoneröffnung 2009 gewann er das Rennen Velká Bíteš–Brno–Velká Bíteš.
Jiří Hochmann ist verheiratet mit der Radsportlerin Lucie Hochmann.

## Erfolge – Bahn
2003
- Europameisterschaft – Punktefahren (Junioren)

2008
- Europameisterschaft – Punktefahren (U23)
- Europameisterschaft – Scratch (U23)

2009
- Weltmeisterschaft – Zweier-Mannschaftsfahren (mit Martin Bláha)

2010
- Europameister – Zweier-Mannschaftsfahren (mit Martin Bláha)

2011
- Weltmeisterschaft – Zweier-Mannschaftsfahren (mit Martin Bláha)

2012
- Europameister – Zweier-Mannschaftsfahren (mit Martin Bláha)

2013
- Tschechischer Meister – Scratch

2017
- Tschechischer Meister – Zweier-Mannschaftsfahren (mit Jan Kraus)

2018
- Tschechischer Meister – Mannschaftsverfolgung (mit Michal Kohout, Jan Kraus und Nicolas Pietrula)

## Erfolge – Straße
2011
- eine Etappe Szlakiem Grodów Piastowskich

2012
- Gesamtwertung und eine Etappe Okolo Jižních Čech

2013
- eine Etappe Tour of China I
- eine Etappe Tour of Fuzhou

## Teams
- 2006 ASC Dukla Prag
- 2007 ASC Dukla Prag
- 2011 ASC Dukla Prag
- 2012 ASC Dukla Prag
- 2013 ASC Dukla Prag
- 2014 Team Dukla Praha
- 2015 Team Dukla Praha
- 2018 Team Dukla Praha